# Sekundærrute 427
De Sekundærrute 427 is een secundaire weg in Denemarken. De weg loopt van Vollerup naar Sønderby. De Sekundærrute 427 loopt door Zuid-Denemarken en is ongeveer 22 kilometer lang.